# Chartocerus elongatus
Chartocerus elongatus är en stekelart som först beskrevs av Alexandre Arsène Girault 1916.
Chartocerus elongatus ingår i släktet Chartocerus och familjen långklubbsteklar. Inga underarter finns listade i Catalogue of Life.